# Michael Potacs
Michael Potacs (* 1958 in Wien) ist ein österreichischer Jurist.

## Leben
Michael Potacs studierte Rechtswissenschaften und Philosophie an der Universität Wien und promovierte in beiden Fächern (1983 Dr. iur., 1986 Dr. phil.). Von 1984 bis 1991 war er Assistent an der Wirtschaftsuniversität Wien. 1991 habilitierte er sich dort mit der Arbeit Devisenbewirtschaftung. Eine verfassungs- und verwaltungsrechtliche Untersuchung unter Berücksichtigung des Völker- und Europarechts für öffentliches Recht. Es folgte von 1991 bis 1994 eine Lehr- und Forschungstätigkeit an der Universität Freiburg im Breisgau. Anschließend war Potacs Beamter im Verfassungsdienst des Bundeskanzleramtes, von 1997 bis 1998 als Abteilungsleiter. Von 1998 bis 2010 war er Professor für Öffentliches Recht an der Universität Klagenfurt, anschließend wechselte er an die Wirtschaftsuniversität Wien und war dort von 2010 bis 2017 Professor für Österreichisches und Europäisches Öffentliches Recht. 2017 folgte ein weiterer Wechsel auf eine Professur für Öffentliches Recht unter besonderer Berücksichtigung des Wirtschaftsverwaltungsrechts an der Universität Wien.

## Forschungsschwerpunkte
Die Forschungsschwerpunkte von Potacs liegen im öffentlichen Wirtschaftsrecht, im Zusammenwirken von staatlichem Recht und EU-Recht und in der Rechtstheorie und Methodenlehre.

## Publikationen (Auswahl)
- Michael Potacs: Rechtstheorie. 2. Auflage. Facultas, Wien 2019.
- Theo Öhlinger, Michael Potacs: EU-Recht und staatliches Recht. 7. Auflage. LexisNexis, Wien 2020, ISBN 978-3-7007-7826-4.
- Michael Holoubek, Michael Potacs (Hrsg.): Öffentliches Wirtschaftsrecht. 4. Auflage. Band I, II. Verlag Österreich, Wien 2020, ISBN 978-3-7046-8067-9.